# Tecnolumen
Tecnolumen ist ein Leuchtenhersteller in Bremen, der sich auf Designleuchten, vor allem aus dem Bauhaus, spezialisiert hat. Die Manufaktur ist weltweit der einzig lizenzierte Produzent der Bauhaus-Leuchte, der sie als Wagenfeld-Leuchte vermarktet. Tecnoline ist ein Schwesterunternehmen der GmbH und stellt Beschläge, Türgriffe sowie Schalter her.

## Unternehmen

### Bauhaus-Leuchte

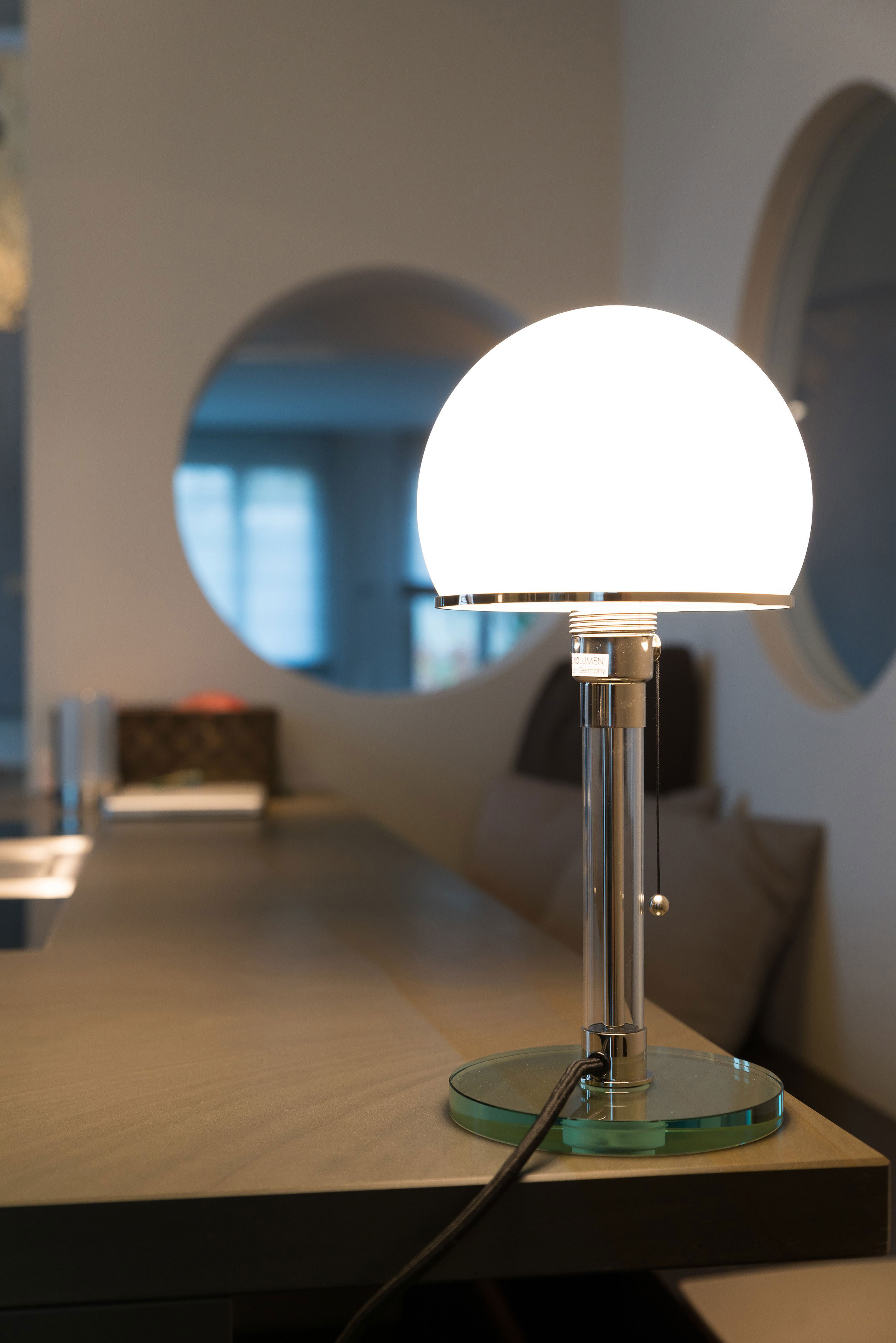
Bauhaus-Leuchte

Der Unternehmensgründer Walter Schnepel hatte 1979 von Wilhelm Wagenfeld die Erlaubnis erhalten, die unter dem Namen Bauhaus-Leuchte bekannte Tischleuchte wieder aufzulegen. Tecnolumen produziert vier verschiedene Versionen dieser Leuchte, die alle Original-Entwürfe von Wagenfeld sind. Da immer wieder Plagiate auftauchen, begegnet das Unternehmen der  Produktpiraterie zeitweise mit Umtauschaktionen (z. B. Aktion „No Fake“).
Die Leuchte wird 1:1 nach Plänen des Bauhaus-Gestalters Wilhelm Wagenfeld aus dem Jahr 1924 hergestellt. In der von Tecnolumen 1980 herausgebrachten Reedition wurden in Abstimmung mit Wilhelm Wagenfeld lediglich minimale Veränderungen am Originalentwurf vorgenommen aufgrund technischer Notwendigkeiten. Dies sind eine Verringerung des Radius des Standfußes, eine Reduzierung der Plattenstärke und eine minimale Erhöhung der Glaskuppel.
Die Leuchte gilt als Design-Ikone und findet sich in vielen Museen der Welt. Seit 1986 steht ein Exemplar im Museum of Modern Art (MoMA) in New York.
In Bremen wurde ihr eine eigene Ausstellung gewidmet, als das Neue Museum Weserburg vom 12. März bis zum 10. Juli 2016 die Ausstellung Leuchte! zeigte.

### Designer
Neben Wilhelm Wagenfeld werden Leuchten von anderen Bauhaus-Schülern hergestellt. Darunter sind:
- Marianne Brandt
- Gyula Pap
- Hans Przyrembel
- Mart Stam

Andere zeitgenössische Designer, die ebenso wie die Bauhaus-Künstler auf das Prinzip Form follows function setzen, ergänzen das Programm. Zwei der bekanntesten sind:
- Egon Eiermann
- Richard Hamilton